# Baltasar Saldoni
Baltasar Saldoni i Remendo (4. ledna 1807 Barcelona – 3. prosince 1889 Madrid) byl katalánský varhaník, hudební skladatel a muzikolog.

## Život
Narodil se 4. ledna 1807 v Barceloně. Jako chlapec zpíval ve sboru kláštera Montserrat, kde získal základní hudební vzdělání. Studoval dále v Barceloně u Francesca Queralta a Mateua Ferrera. Jako varhaník a hudební skladatel působil v kostele Santa Maria del Mar, v klášterech San Cugat a San Francisco.
V roce 1826 uvedl své první dílo pro divadlo, operetu El triunfo del amor na text José Alegreta. V roce 1829 přesídlil do Madridu. Hned následujícího roku se stal profesorem hudební teorie na nově otevřené konzervatoři El Real Conservatorio Superior de Música de Madrid, kterou založila královna Marie Kristýna. V roce 1838 debutoval s velkým úspěchem operou Ipermestra na text Pietra Metastasia v divadle Teatro de la Cruz. V letech 1848–1851 působil jako dirigent v divadle Teatro del Príncipe. Svými zarzuelami přispěl k rozvoji španělské národní opery. Z jeho muzikologických děl je nejvýznamnější biografický a bibliografický slovník španělských skladatelů Diccionario biográfico-bibliográfico de efemérides de músicos españoles, první španělské dílo tohoto druhu.
Zemřel v Madridu 3. prosince 1889 a je pochován na hřbitově Cementerio de San Justo v patiu San Millán.

## Dílo

### Jevištní díla
- El triunfo del amor (opereta, libreto José Alegret, 1826, Barcelona)
- Saladino e Clotilde (opera, 1831)
- Los enredos de un curioso (opereta, 1832, spolupráce Pedro Albéniz a Ramon Carnicer)
- Ipermnestra (opera, libreto I. Passini, 1837)
- Cleonice, Regina di Siria (opera, 1839)
- Maria di Rohan (opera, libreto Savinelli, 1841)
- Boabdil, último rey moro de Granada (opera, libreto M. González de Aurioles, 1844)
- El rey y la costurera (zarzuela, text V. Brusola, 1853)
- Guzman Il Buono (opera, libreto D. Anacri, 1855)
- La corte de Mónaco (zarzuela, libreto R. de Navarrete, 1857)
- Los maridos en las máscaras o No más bailes (zarzuela, libreto W. Ayguals, 1864)

### Orchestrální skladby
- Polaca (1838)
- Boleras jaleadas (1848)
- El paseo en el Prado de Madrid (1848)
- Manchegas jaleadas (1848)
- Popurrí o Miscelánea de bailes (1848)
- L'Autunno (1849)
- L'ilusion (1849)
- Los gemelos (1849)
- Popurrí de bailes (1849)
- La aurora (1849)
- A mi patria (symfonie, 1863)
- El caprichoso

Kromě toho zkomponoval velké množství vokálních skladeb: písní, romancí, árií a sborů. Zvláště rozsáhlá je jeho tvorba v oblasti chrámové hudby. Napsal 3 velké mše, 2 Stabat mater a mnoho drobnějších chrámových skladeb a skladeb pro varhany.

### Muzikologická díla
- Veinticuatro solfeos para contralto y bajo (1837)
- Nuevo método de solfeo y canto para todas las voces (1839)
- Reseña histórica de la Escolanía o Colegio de música de la Virgen de Montserrat, en Cataluña, desde 1456 hasta 1856, con un catálogo de algunos de los maestros… (1856)
- Efemérides de músicos españoles, así profesores como aficionados (1860)
- Cuatro palabras sobre un folleto escrito por el maestro compositor Sr. Don Francisco Asenjo Barbieri (1864)
- Diccionario biográfico-bibliográfico de efemérides de músicos españoles